# الوحدة (مسلسل)
الوحدة (بالإنجليزية: The Unit)‏ هو مسلسل أمريكي تلفزيوني درامي/إثارة يركز على سبر الحياة الحقيقية لوحدة عسكرية سرية من (قوة دلتا). أذيع المسلسل على الـ CBS من 7 مارس إلى 10 مايو 2009.

## الإنتاج
يشتمل المسلسل على الحياة العائلية لأعضاء الفرقة ومهماتهم بالخارج، بالإضافة إلى تأثير تلك الحياة العملية على حياتهم العائلية وعلى زوجاتهم وصديقاتهم. تم إذاعة المسلسل لأول مرة في الولايات المتحدة يوم 7 مارس 2006، على شبكة سي بي اس كمسلسل بديل في منتصف الموسم. وأذيع الموسم الثاني لأول مرة يوم 19 سبتمبر عام 2006. وبدأ الموسم الثالث يوم 25 سبتمبر 2007، والذي استمر بعد انقطاع 11 حلقة بسبب إضراب نقابة كُتاب أمريكا عام 2007- 2008. وتم استمرار المسلسل للموسم الرابع على شبكة سي بي اس في 12 مايو، 2008. حيث بدأ في 28 سبتمبر 2008 وانتهى في 10 مايو 2009. وفي 19 مايو، 2009، تم الإعلان إن المسلسل تم الغاؤه بواسطة سي بي اس، بعد أربعة مواسم و69 حلقة. ولكن في نفس اليوم، أعلنت الشركة المنتجة فوكس 20th سينشري أن المسلسل سيعاد الترتيب لبثه في محطات التزمت بالفعل بعرض المسلسل وتغطي 56% من البلاد، بما فيهم محطة تلفزيون فوكس.

## المقدمة
اقتباسا من كتاب منتج المسلسل اريك هاني، داخل قوة الدلتا: قصة نخبة وحدة الإرهاب الأمريكية" (ISBN 0-440-23733-5), تم إنتاج المسلسل للتلفزيون والمنتج المنفذ له هو ديفيد ماميت وشون رايان والمسلسل من إنتاج شركة بارن للإنتاج المحدودة. وديفيد ماميت انترتينمينت، وأفلام فاير انتس بالاشتراك مع تلفزيون فوكس القرن الـ 20.
تم عرض مسلسل الوحدة لأول مرة دوليا، في 3 أكتوبر 2006، في المملكة المتحدة على برافو؛ وفي 11 أكتوبر 2006، في أستراليا على شبكة سفن وعلى فوكس8 وارينا على شبكة تلفزيون فوكس تل/اوستر للتفزيزن المدفوع؛ وفي 11 يناير في إسبانيا على لا سيكستا؛ وفي 25 يناير في هولندا على ار تي ال 5 وفي 7 مارس في ألمانيا على سات 1 ؛ وفي 23 سبتمبر في بلغاريا على bTV ؛ وفي 9 مارس 2008، في روسيا على دي تي في.
كانت موسيقى المسلسل في الموسم الأول والثاني هي «فايرد آب»، وهي ماخوذة من أغنية روبرت دونكان من قوات مشاة بحرية الولايات المتحدة بعنوان «متحمس..... شعور جيد» (فايرد أب... فيلز قود). كما أنجز أغنية «المشي على النار» (والك ذي فاير)، وهو مقطع مدته 22 ثانية تستخدم كـ موسيقى تصويرية منذ الموسم الثالث.

## ملخص المسلسل
الوحدة (ذي يونيت) هو مصطلح عامي يستخدمه جيش الولايات المتحدة للإشارة إلى قوة دلتا. حيث يأتي أفراده من جيش الولايات المتحدة (خصوصاً من قوات الطيران) ويبدو في بداية الأمر أن مهمتهم هي مكافحة الإرهاب. وفي مقابلة تلفزيونية، قال منتج المسلسل اريك هاني- الذي كان ضمن قوات دلتا في السابق - أن مصطلح «دلتا فورس» لم يستخدم نهائياً في مجتمع العمليات الخاصة. وهم يشيروا له فقط بـ «ذي يونيت». ويشار له رسميا تحت غطاء «مجموعة الدراسات اللوجستية رقم 303». وفي الموسم الثالث لعرض المسلسل، ظهر تعريف كلمة الوحدة على الشاشة على أنه «فريق ألفا- مجموعة النشاطات الخاصة الأولى».
وتقوم الوحدة على موقع وهمي للجيش، «فورت جريفيث». ولم يتم التصريح بموقع فورت جريفيث ابداً، ولكن في الحلقة 103 وضح بيان بنك لشخصية رئيسية في المسلسل بكل وضوح عنوان لفورت جريفيث، MO 63021 والذي يبعد عدة أميال قليلة غرب سانت لويس.
تذهب سلسلة أوامر الوحدة المستعجلة إلى الضابط القائد، العقيد توم رايان- وكما يفترض بعد ذلك، مباشرة إلى رئيس للولايات المتحدة الأمريكية ومن غير المعروف ما إذا كان هذا يتجاوز وزير الدفاع
وتعطى زوجات أفراد وحدة ألفا القليل من المعلومات حول المهمة أو العملية. حيث أنهم مسؤولون عن الحفاظ على تغطية «مجموعة الدراسات اللوجستية رقم 303» في جميع التفاعلات مع أي شخص ليس من أفراد أسرة الوحدة. وفي الواقع، لايزال ازواجهم يقوموا بأداء مهمات خطرة، ولكن لايُسمح لهم أن يعرفو بالتحديد، مثلاً أن تم توزيع أزواجهم، أو مما تتكون روتينيات التدريب، أو كم من الوقت سوف تستغرق مهامتهم - أو حتى إذا ما كان أزوجهم بمأمن أو لا.
وإذا قُتل أحد أعضاء الوحدة في مهمة، يتم إخبار الأسرة أنه أو أنها قتل في مهمة تدريبية. يتم تشجيع الزوجات أنفسهم على تكوين أسرة عسكرية وثيقة ومتماسكة قائمة على المعرفة المشتركة والتغلب على هذا الصراع الذي لامحالة له.
تمتلك الوحدة بنية غير تقليدية. بحجم سرية للجيش تصل إلى مايقرب من 130 آمر- يتم قيادتهم من قبل العقيد (عادة مايتم قيادة سرية الجيش بواسطة النقباء؛ ويقوم العقداء بقيادة عناصر مثل الأفواج العسكرية). وعادة مايرتدي العقيد رايان، زي «مجرد» (حيث لايحمل شرائط، مثل اسمه، أو حتى جيش الولايات المتحدة، أو إشارات الرتبة).
وفي حين أن القوات الخاصة - (ألفا) يقودها نقيب، تقوم الوحدة بإرسال فريق مكون من خمسة رجال إلى ساحة المعركة بدون ضباط قادة، مثل الفريق الذي يقوده رقيب أول جوناس بلن، NCOIC وحدة لفريق ألفا. ومن المحتمل أن يكون جنودهم لهم نفس تخصصات القوات الخاصة مثل قوات الجيش الخاصة. ويمتلك ODA، المعروف سابقاً بـ «فريق ايه»، رقباء أسلحة، ورقباء مهندسين، ورقباء طبيين، ورقباء اتصالات، إلخ.
وإذا اشتبه في الزوجات أنهم تكلموا عن وجود الوحدة، يمكن أن يتسبب ذلك في استبعاد أزواجهم واعادتهم لخدمة الجيش العادي. وقد ذكر العقيد راين، مرارا وتكرارا، أن هذا يمكن أن يدمر حياة الجندي الوظيفية، فضلا عن حياته الزوجية، وذكر أيضا أنه لن يتردد في تدمير الأسر من أجل الحفاظ على أمن الوحدة. كما أنه أيضاً هدد الزوجات بغلق مقر الوحدة، وإعادتها من جديد تحت غطاء آخر- وذلك لاقتلاع كل الأسر المعنية بالقوة الجبرية.
تم توزيع الوحدة عبر أنحاء العالم، وكل من الجيش وحكومة الولايات المتحدة من حقهم انكار وجود الوحدة أو أي من أفرادها من أجل منع بدء الحوادث الدولية. ولايشبه زيهم الزي الرسمي للجيش، مما يجعل هذا أسهل في انكار اتصالهم بجيش الولايات المتحدة في حالة قتلهم أو أسرهم. كما أنهم قد يحملوا أسلحة لاتكون مطابقة لمعايير الجيش، كل فرد في الوحدة على معرفة جيدة بالأسلحة من جميع أنحاء العالم ومن الممكن أن تجعل نفسها تبدو مثل الأفراد العسكريين من المنظمات الأخرى.
وكثيراً مايستخدم أفراد الوحدة أسماء مشفرة مثل مستر. أبيض، ومستر. أسود، ومستر. أزرق أو مستر. أخضر. وعادة ماتستخدم هذه الأسماء عندما يتعاملوا مباشرة مع المدنيين الأمريكيين، أو على مهمات مكافحة الإرهاب. ووفقا لجوناس بلن، فإن ترتيب التسلسل القيادي لفريقه بعد أن تم تعطيله، هو، من أعلى إلى أسفل: ماك غيرهارد، تشارلز غراي، هيكتور ويليامز، وبوب براون

## طاقم الممثلين
| الممثل             | الدور                                | رمز النداء     | الموسم |
| ------------------ | ------------------------------------ | -------------- | ------ |
| دنيس هايسبيرت      | رقيب أول ** جوناس بلن                | الطبيب الثعبان | 1-4    |
| ريجينا تايلور      | مولي بلن                             |                | 1-4    |
| سكوت فولي          | الرقيب من الدرجة الأولى ** بوب براون | النسيم العليل  | 1-4    |
| أودري ماري أندرسون | كيم براون                            |                | 1-4    |
| ماكس مارتيني       | السرجنت الرئيسي ** ماك غيرهارد       | الغواص القذر   | 1-4    |
| آبي برامل          | تيفي غيرهارد                         |                | 1-4    |
| مايكل ايربي        | السرجنت من الدرجة الأولى تشارلز غراي | بيتي الأزرق    | 1-4    |
| بري بلير           | جوس غراي *                           |                | 4      |
| روبرت باتريك       | الجنرال ** توماس ريان                | دوج باتش *     | 1-4    |
| ريبيكا بيدجون      | شارلوت ريان *                        |                | 1-4    |
| ديمور بارنز        | رئيس رقباء هيكتور ويليامز †          | المطرقة        | 1-3    |
| نيكول ستينويدال    | ضابط مفوض واحد واحد بريدجيت سوليفان  | الكاب الأحمر   | 4      |
| ويس تشاتام         | رئيس رقباء سام مأكبرايد              | ويسبلاش        | 4      |
| كافيتا باتيل       | رقيب كايلا مدور                      |                | 1-4    |
| سوزان ماتوس        | رقيب سارة ايرفين                     |                | 2-4    |
| انجل وينرايت       | ملازم ثاني بيتسي بلن                 |                | 1-4    |
| سمر غلو            | كريستال بيرنز                        |                | 2      |
| دانيال ويسلر       | جيريمي ايرهارت                       |                | 2      |
| اليسا شيفر         | سيرينا براون                         |                | 1-4    |

## الطاقم الرئيسي
- ديفيد ماميت المنتج، والمنتج التنفيذي / والمدير / والكاتب
- شون رايان مدير العرض، المنتج التنفيذي
- فاهان موسكيان المنتج التنفيذي / المدير
- دانيال فول المنتج المنفذ / الكاتب
- فرانك ميليتيري المنتج المنفذ / الكاتب
- تود اليس كيسلر المنتج المنفذ / الكاتب
- شارون لي واتسون المنتج التنفيذي المساعد / الكاتب
- لين ماميت المنتج التنفيذي المساعد/ الكاتب
- تيد همفريس المشرف على الإنتاج
- راندي هاغينز محرر القصة
- بنيامين لوباتو كاتب الطاقم
- اريك ل. هاني

كارول فلينت
بول ريدفورد

## التقييمات

### تقييمات تليفزيون الولايات المتحدة الأمريكية
الترتيب الموسمي (على أساس متوسط مجموع المشاهدين للحلقة) للوحدة على شبكة سي بي اس
| الموسم  | موعده (بتوقيت جرينتش) | أول عرض للموسم  | نهاية الموسم   | موسم التلفزيون | المرتبة | المشاهدين (بالملايين) |
| ------- | --------------------- | --------------- | -------------- | -------------- | ------- | --------------------- |
| 1 (عدد) | الثلاثاء 9:00 م       | 7 مارس 2006     | 16 مايو، 2006  | 2005-2006      | # 14    | 15.5                  |
| 2 (عدد) | الثلاثاء 9:00 م       | 19 سبتمبر 2006  | 8 مايو 2007    | 2006-2007      | # 36    | 11.1' '               |
| 3 (عدد) | الثلاثاء 9:00 م       | 25 سبتمبر، 2007 | 18 ديسمبر 2007 | 2007-2008      | #37     | 10.7                  |
| 4 (عدد) | الأحد 10:00 م         | 28 سبتمبر، 2008 | 10 مايو، 2009  | 2008-2009      | # 44    | 9.8                   |

#### الموسم الأول
| التاريخ        | الحلقة                          | التقييم |
| -------------- | ------------------------------- | ------- |
| 3 مارس 2006    | الوحدة 18، 19 (عرض أول للمسلسل) | 5.1     |
| 21 مارس، 2006  | الوحدة 15.27                    | 4.2     |
| 28 مارس 2006   | الوحدة 15.90                    | 4.6     |
| 4 أبريل، 2006  | الوحدة 15.28                    | 4.3     |
| 11 أبريل، 2006 | الوحدة 13.93                    | 3.8     |
| 25 أبريل، 2006 | الوحدة 13.75                    | 3.9     |
| 2 مايو، 2006   | الوحدة 13.91                    | 3.7     |
| 9 مايو، 2006   | الوحدة 14.18                    | 3.8     |
| 9 مايو، 2006   | الوحدة (10 م) 12.33             | 3.7     |

#### الموسم الرابع
| موعده   | البرنامج                          | التقييم | المشاهدين (بالملايين)         |
| ------- | --------------------------------- | ------- | ----------------------------- |
| 7:00 م  | المباراة الفاصلة التقسيمية لـ AFC | 19,6    | 34.11 (الذروة المنزلية: 21.1) |
| 8:02 م  | المباراة الفاصلة التقسيمية لـ AFC | 12.6    | 21.35                         |
| 8:08 م  | 60 دقيقة                          | 9.2     | 15.03 (الذروة المنزلية: 10.0) |
| 9:08    | القضية الباردة                    | 7.7     | 12.3 (الذروة المنزلية: 8.2)   |
| 10:08 م | الوحدة                            | 6.3     | 10.16 (الذروة المنزلية: 8.39) |

### التصنيفات الكندية
يتراوح عدد مشاهدين المسلسل حوالي 105,000 مشاهد، [بحاجة لمصدر]

### التصنيفات الأيرلندية
تم عرض مسلسل الوحدة في أيرلندا على قناة «انترتينمينت تشينل 3 أي» فقط

### تصنيفات المملكة المتحدة
تم عرضه يوم الأربعاء 10 م على «فيرجين1».
| رقم الحلقة | الحلقة                 | تاريخ البث            | المشاهدين | الرتبة |
| ---------- | ---------------------- | --------------------- | --------- | ------ |
| 1          | "التضحية"              | 18 مارس 2009          | 324.000   | #1     |
| 2          | "الطيران المفاجئ "     | 25 مارس 2009          | 279.000   | # 2    |
| 3          | "تجارة الجنس"          | 1 أبريل، 2009         | 227.000   | 8#     |
| 4          | "القناة"               | 8 أبريل، 2009         | 211.000   | 9#     |
| 5          | "دروس الرقص"           | 15 أبريل، 2009        | 286.000   | # 2    |
| 6          | "محاكم التفتيش"        | 22 أبريل، 2009        | 290.000   | # 2    |
| 7          | "داخل الجحيم، الجزء 1" | 29 أبريل 2009         | 260.000   | # 2    |
| 8          | "داخل الجحيم، الجزء 2" | 6 مايو، 2009          | 254.000   | # 2    |
| 9#         | "راكبين الظل"          | 13 مايو، 2009         | 264.000   | # 4    |
| 10         | "ضلل والمضلل"          | 20 مايو، 2009         | 216.000   | # 4    |
| 11         | "المطواة"              | 27 مايو، 2009         | 153.000   | # 4    |
| 12         | "الضرب السيء"          | 3 يونيو 2009          | 213.000   | # 2    |
| 13         | "رمح المصير"           | 10 يونيو، 2009        | 192.000   | # 4    |
| 14         | "النازي الأخير"        | 17 يونيو، 2009        | 227.000   | # 4    |
| 15         | "البطل"                | 24 يونيو / حزيران2009 | 314.000   | (1)    |
| 16         | "هيل 60"               | 1 يوليو، 2009         | 288.000   | #1     |
| 17         | "لحم ودم"              | 8 يوليو، 2009         | 300.000   | #1     |
| 18         | "أفضل الخطط التي وضعت" | 15 يوليو، 2009        | 211.000   | 6#     |
| 19         | "الاصابة"              | 22 يوليو، 2009        | 291.000   | #1     |
| 20         | "نظرية الفوضى"         | 29 يوليو 2009         | 208.000   | # 3    |
| 21         | "نهاية اللعبة"         | 5 أغسطس 2009          | 280.000   | #1     |
| 22         | "الجندي المجهول"       | 12 أغسطس 2009.        | 376.000   | #1     |

المرتبة a لـ "فيرجين 1 ويكلي، ليس لكل التليفزيون.

* التقييم على مستوى الليلة

## إصدارات الدي في دي
| اسم الدي في دي      | المنطقة (1)     | المنطقة 2                                               | المنطقة 3       | المنطقة 4      |
| ------------------- | --------------- | ------------------------------------------------------- | --------------- | -------------- |
| الموسم الأول كله    | 19 سبتمبر 2006  | 30 أبريل، 2007 فرنسا: 4 يوليو 2007 بلجيكا: 8 أغسطس 2007 | 18 أبريل، 2007. | 18 أبريل، 2007 |
| الموسم الثاني كاملاً | 25 سبتمبر، 2007 | 22 أكتوبر 2007                                          | TBA             | 4 مارس 2008    |
| الموسم الثالث كاملاً | 14 أكتوبر 2008  | 20 أكتوبر 2008                                          | TBA             | W8 أبريل 2009  |
| الموسم الرابع كاملاً | 29 سبتمبر، 2009 | TBA                                                     | TBA             | TBA            |

## الروابط الخارجية
- الوحدة—موقع سفن نتورك (أستراليا)
- الوحدة—موقع برافو (المملكة المتحدة)
- الوحدة (المجر)
- الوحدة على موقع IMDb (الإنجليزية)
- الوحدة على موقع ميتاكريتيك (الإنجليزية)
- الوحدة على موقع روتن توميتوز (الإنجليزية)
- الوحدة على موقع كينوبويسك (الروسية)
- الوحدة على موقع ألو سيني (الفرنسية)
- الوحدة على موقع قاعدة بيانات الفيلم (الإنجليزية)